# Cussonia ostinii
Cussonia ostinii là một loài thực vật có hoa trong Họ Cuồng cuồng. Loài này được Chiov. mô tả khoa học đầu tiên năm 1911.